# Jasmine (Album)

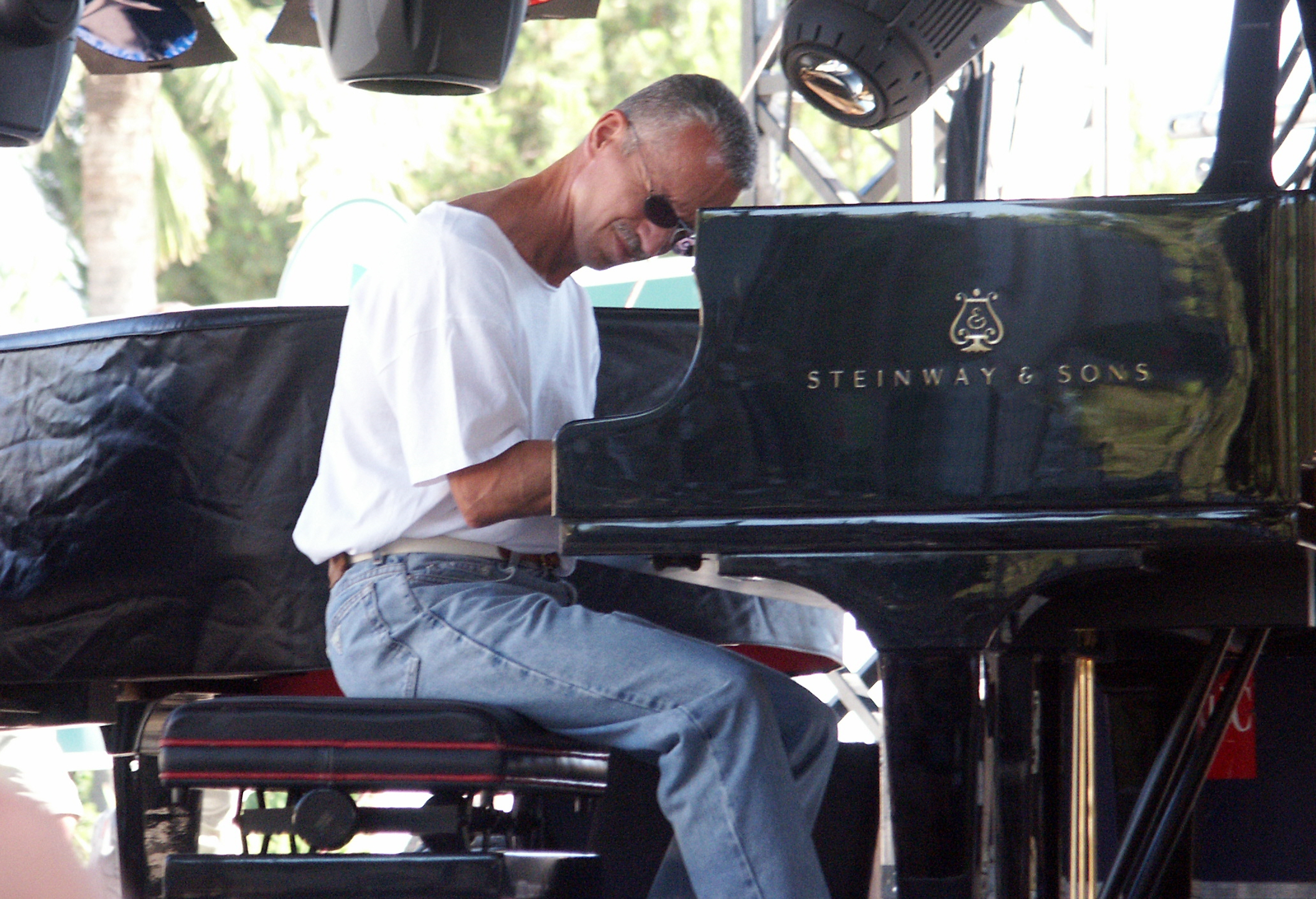
Keith Jarrett

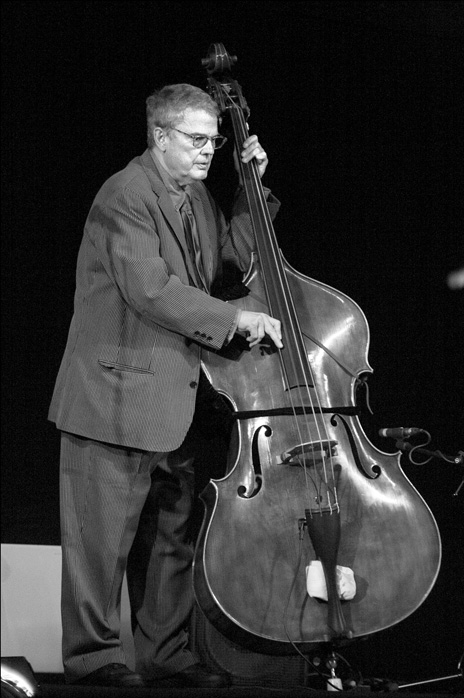
Charlie Haden

Jasmine ist ein 2010 veröffentlichtes Duett-Album des US-amerikanischen Pianisten Keith Jarrett und des US-amerikanischen Bassisten Charlie Haden.

## Hintergrund
Das Album wurde 2007 in Keith Jarretts privatem Musikstudio in Oxford Township, New Jersey aufgenommen und am 12. Mai 2010 durch das Plattenlabel ECM veröffentlicht.
Die Zusammenarbeit Keith Jarretts mit dem Bassisten Charlie Haden startete bereits Ende der 1960er Jahre als Jarrett im Trio mit Charlie Haden und Paul Motian (Schlagzeug) Alben wie Life Between the Exit Signs (Vortex Records, 1967), Restoration Ruin (Vortex Records, 1968) oder Somewhere Before (Vortex Records, 1968) veröffentlichte.
Fortgesetzt wurde die Zusammenarbeit durch ihr Zusammenspiel in Keith Jarretts amerikanischem Quartett (mit Charlie Haden, Paul Motian und Dewey Redman (Saxophon)), das in den 1970er-Jahren Alben wie Treasure Island (Impulse! Records, 1974), The Survivors’ Suite (ECM, 1976), Byablue (Impulse! Records, 1976) oder Bop Be (Impulse! Records, 1976) aufgenommen hatte.
Mehr als 30 Jahre hatten die beiden Musiker dann nicht mehr zusammen gespielt. Sie trafen erst bei Aufnahmen zu Reto Cardiffs Film über Charlie Haden, Rambling Boy (2009), erneut aufeinander. Hier verabredeten sie sich zum gemeinsamen Spiel in Keith Jarretts privatem Cavelight Studio.
„Diese Aufnahme wurde in meinem kleinen Studio gemacht“, erzählt Jarrett in den Liner Notes des Albums. „Deshalb klingt sie so direkt und unmittelbar. Ich entschied mich dafür, auf meinem amerikanischen Steinway zu spielen, obwohl der wirklich nicht in bester Verfassung ist. Aber ich mag ihn seltsamerweise einfach. Und für die Ungezwungenheit und dezente Funkyness, mit der ich diese Musik angehen wollte, ist er besser geeignet. Wenn man dann so großartige Songs spielt, geht man auch gleich mit dem richtigen Engagement zur Sache. Wir haben nicht im eigentlichen Sinne geprobt, sondern nur da, wo es nötig war, ein paar Akkorde ausprobiert.“ Die Aufnahmen wurden keineswegs direkt veröffentlicht „Annähernd drei Jahre haben wir die Bänder dann unter Verschluss gehalten, uns viel über sie unterhalten, unsere Songauswahl diskutiert. Aber dann erwies sich Charlie als mein bemerkenswertester und einfühlsamster Helfer, als es schließlich darum ging, dieses Album zusammenzustellen. Ich wollte nur die Essenz von dem, was wir hatten, heraus distillieren. Und es dauerte eine ganze Weile, bis wir nicht mehr auf hippe Soli oder etwas schräger gespielte Melodien fixiert waren (obwohl da eine Menge wunderbarer Dinge passierten). Dies ist spontane Musik, die aus dem Stegreif und ohne jegliche Vorbereitung entstand. Wenn man einmal die Hingabe außer Acht lässt, die wir dieser Musik unser Leben lang gewidmet haben und die wir natürlich gegen nichts in der Welt eintauschen würden. Es sind großartige Liebeslieder, gespielt von Musikern, die sich, zumindest meist, bemühen, die Originalbotschaft der Songs intakt zu lassen. Ich hoffe, man kann sie aus unseren Interpretationen noch heraushören.“
Bei den für das Album ausgewählten Titeln handelt es sich um sieben seltener gespielte Jazzstandards. Zusätzlich eingespielt haben die beiden Jazzmusiker den durch die US-amerikanische Soulsängerin Randy Crawford bekannt gewordenen Titel „One Day I´ll Fly Away“ (siehe Titel 4 des Albums).
Die Aufnahmen zum Album Jasmine entstanden in der gleichen Zeit wie die zum Duett-Album Last Dance, das aber erst im Jahr 2014, kurz vor dem Tod von Charlie Haden, bei ECM erschien. Von den Titeln Where Can I Go without You und Goodbye sind auf beiden Alben unterschiedliche Takes zu hören.

## Mitwirkende

### Musiker
- Charlie Haden – Kontrabass
- Keith Jarrett – Piano

### Produktionsteam
- Mayo Bucher – Covergestaltung
- Sascha Kleis – Design
- Christoph Stickel – Audio-Mastering
- Manfred Eicher – Audio-Mastering
- Rose Anne Jarrett – Fotografie
- Keith Jarrett – Aufnahmeleiter

## Titelliste
- Keith Jarrett/Charlie Haden: Jasmine (ECM 2165 (273 3485))

1. For All We Know (J. Fred Coots, Sam M. Lewis) – 9:49
2. Where Can I Go without You (Peggy Lee, Victor Young) – 9:24
3. No Moon at All (Redd Evans, David A. Mann) – 4:41
4. One Day I’ll Fly Away (Will Jennings, Joe Sample) – 4:18
5. Intro / I’m Gonna Laugh You Right Out of My Life (Cy Coleman, Joseph McCarthy) – 12:11
6. Body and Soul (Frank Eyton, Johnny Green, Edward Heyman, Robert Sour) – 11:12
7. Goodbye (Gordon Jenkins) – 8:03
8. Don’t Ever Leave Me (Oscar Hammerstein, Jerome Kern) – 3:11

## Rezeption

### Rezensionen
Das Erscheinen des Duett-Albums Jasmine wurde in zahlreichen in- und ausländischen Medien sehr positiv gewürdigt, zumal die beiden Musiker über dreißig Jahre nicht mehr zusammen gespielt hatten.
Die Neue Zürcher Zeitung hob hervor: „Verglichen mit Jarretts Solo- und Trio-Aufnahmen wirken die Duos auf «Jasmine» wie stille Gewässer; es gibt wenig Dramatik, wenig Dynamik. Intro und Coda fehlen fast gänzlich. Die Partner mochten die Kompositionen – alte, eher selten gespielte Standards sowie einen Evergreen: «Body And Soul» – nicht gross variieren, dekonstruieren. Sie liessen sich auf die musikalische Vorgabe quasi wie auf ein momentanes Schicksal ein. Statt die Stücke zu verfremden, verklären sie diese. Damit liegt die Konzentration auf der Intensität von Stimmung und Klang. Die Tempi sind zumeist tief gehalten. Haden spielt oder umspielt Begleitlinien zumeist im sicheren Two-Beat. Oft bleibt er in den unteren oder mittleren Lagen, während Jarretts linke Hand dem Minimalismus frönt – so durchkreuzen sich die Stimmen kaum, sie finden vielmehr in intimer Einheit zusammen. In dieser Gelassenheit aber beseelt und erhitzt Jarrett die Motive, so dass sich die Töne zu rhapsodisch bewegten Melodien reihen. Haden setzt auf motivische Voluten, die die Rhythmik zwischen klaren Akzenten und Verzögerung spannen, ohne sie zu strapazieren. – Die berückende Schönheit dieser «Moments musicaux» hat auch einen Preis: Man vermisst den expressiven Wellengang; man vergisst fast das Leben.“
Die "Gesellschaft Freunde der Künste" kommentierte: "Manchmal ist es einfach nur eine Frage guten Timings! Dass Keith Jarrett und Charlie Haden den perfekten Zeitpunkt für ihre Reunion gefunden haben, weiß man schon nach wenigen Takten des ersten Songs ihres Duo-Albums "Jasmine". Mit geradezu majestätischer Ruhe und vollendeter Eleganz interpretieren sie Fred Coots' "For All We Know". Dass sie geschlagene dreißig Jahre lang getrennte Wege gegangen waren, mag man angesichts ihres traumwandlerischen Zusammenspiels kaum glauben. ... Heute besitzen Jarrett und Haden eine ganz andere musikalische Reife und verstehen es wie nur wenige andere Musiker, alles Unwichtige abzustreifen und sich auf die musikalische Essenz der Songs, die sie spielen, zu konzentrieren. Selbst wenn das Tempo wie bei Redd Evans' "No Moon At All" einmal angezogen wird, strahlt dieses Duo eine unglaubliche Ruhe aus, in der seine wahre Kraft liegt".
Und auch die Ostthüringer Zeitung berichtete über eine „Stunde des Glücks: ... Nichts an dieser Einspielung ist von Eile bestimmt, das qualifiziert sie zu einem Statement, zu einem Trotzdem im hektischen Betrieb. Jarrett hat sie mit einem gefühligen Kommentar versehen, in dem er vom Sterben der Kunst – vor allem der des Hörens – spricht und dazu rät, diesen Exerzitien zum Great American Songbook spät nachts zu lauschen, gemeinsam mit dem nächsten Menschen. Das klingt pathetischer als diese Musik, die schön ist ohne Wenn und Aber. Ein unaufgeregtes Meisterstück entstand, eine Insel im Strom, eine Lehrstunde, weil weniger mehr sein kann.“
Vereinzelt gab es auch kritische Stimmen. So kommentierte die Badische Zeitung: „Im März 2007 nahmen sie sich ohne jegliche Vorbereitung an einigen Tagen das Great American Songbook vor, aus dem sie Liebeslieder und Standards wie Body and Soul oder For All We Know interpretierten. Ein risikoloses Experiment. Mit Ausnahme der 45-sekündigen Einleitung stehen Fremd-Kompositionen auf dem Programm, die keinerlei Überraschungen bringen. Das balladeske Album bekommt lediglich durch Joe Samples Pop-Song One Day I’ll Fly Away etwas Neuigkeitswert. Amerikanischer Jazz nach althergebrachten Regeln.“
Englischsprachige Würdigungen finden sich z. B. in der Los Angeles Times, bei criticaljazz.com oder bei allmusic.com
Wolfgang Sandner wertete in seiner 2015 erschienenen Biografie über Keith Jarrett die Duo-Aufnahmen in den Alben Jasmine und Last Dance als "intime Balladen, gelassene Zwiegespräche zweier gleichbestimmter Seelen, bisweilen in schlichtem melodischem Duktus, aber mit einer Sonorität und einer Ausdruckskraft, die vollkommen in Bann schlägt und an die frühen Aufnahmen des ersten Trios von Keith Jarrett denken lässt."

### Chartplatzierungen
Jasmine erreichte in Deutschland Rang 23 der Albumcharts und platzierte sich neun Wochen in den Top 100. Für Jarrett ist es das neunte Chartalbum in Deutschland; für Haden das erste. In den deutschen Jazzcharts erreichte das Album die Chartspitze. Jarrett platzierte sich damit nach Yesterdays zum zweiten Mal an der Spitze der deutschen Jazzcharts, für Haden ist es das erste Nummer-eins-Album. Am Ende des Jahres belegte Jasmine Rang drei der deutschen Jazz-Jahrescharts. In Österreich erreichte das Album in fünf Chartwochen mit Rang 26 seine höchste Chartnotierung, in der Schweiz in neun Chartwochen mit Rang 40. In den US-amerikanischen Billboard 200 erreichte Jasmine Rang 75 und platzierte sich zwei Wochen in den Charts. In den US-amerikanischen Jazzcharts platzierte sich das Album auf Rang zwei und musste sich lediglich Crazy Love von Michael Bublé geschlagen geben.